# Gräberfeld Gettlinge

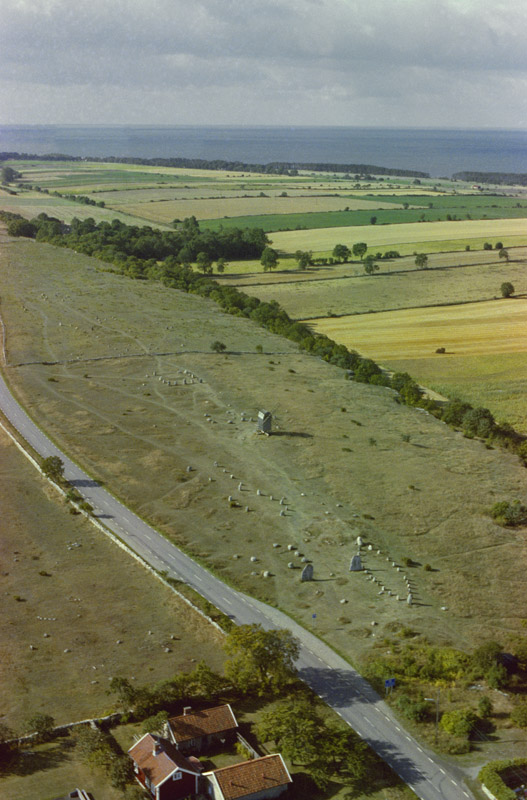
Gräberfeld bei Gettlinge

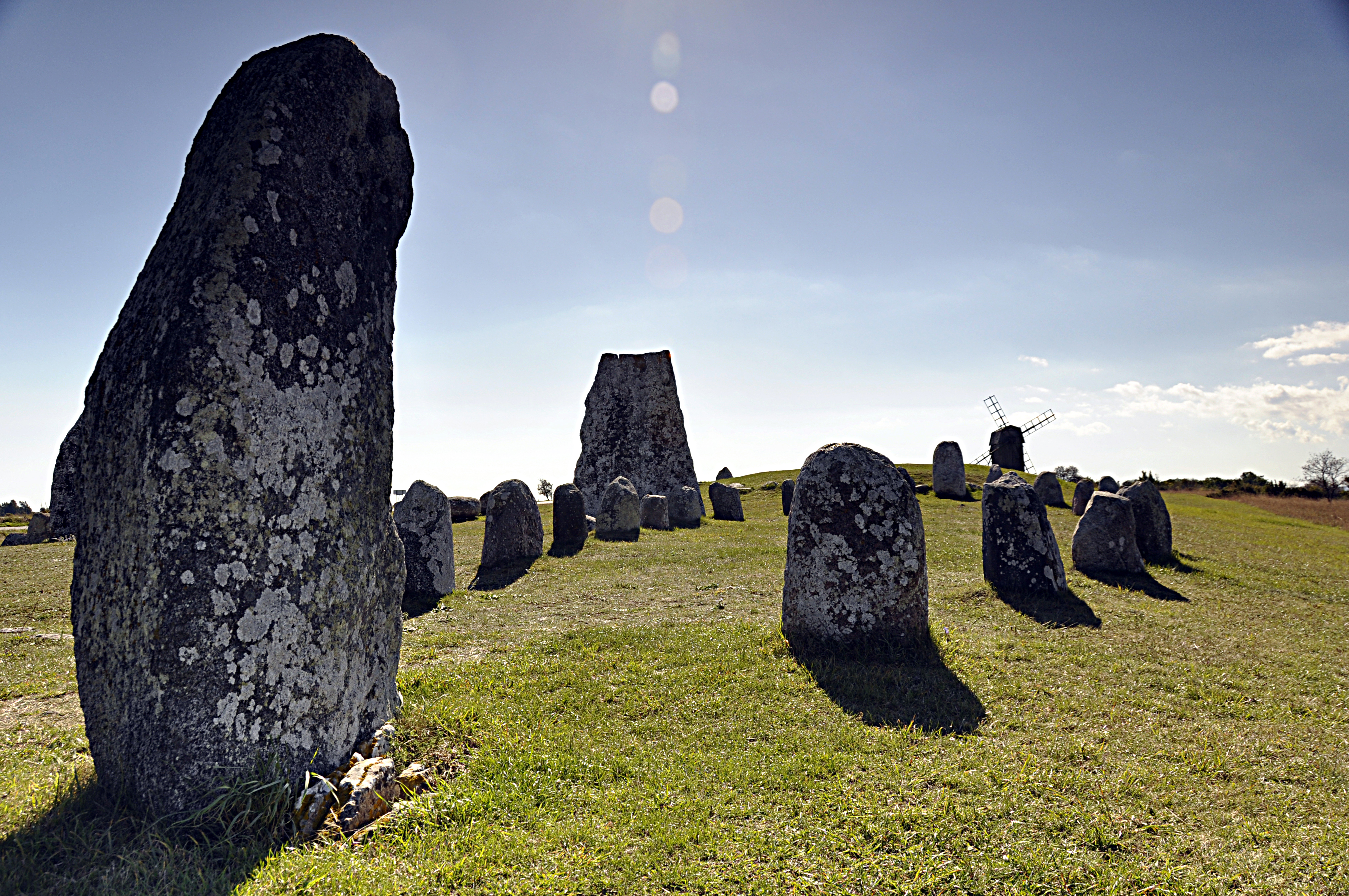
Gräberfeld bei Gettlinge, die Schiffssetzung

Das Gräberfeld Gettlinge (schwedisch Gettlinge gravfält auch Klinta gravfält genannt) ist mit einer Länge von fast zwei Kilometern eines der größten Gräberfelder auf der schwedischen Insel Öland. Es durchzieht im Süden der Insel, entlang der westlichen Landstraße, die Dörfer Gardstorp, Gettlinge und Klinta.

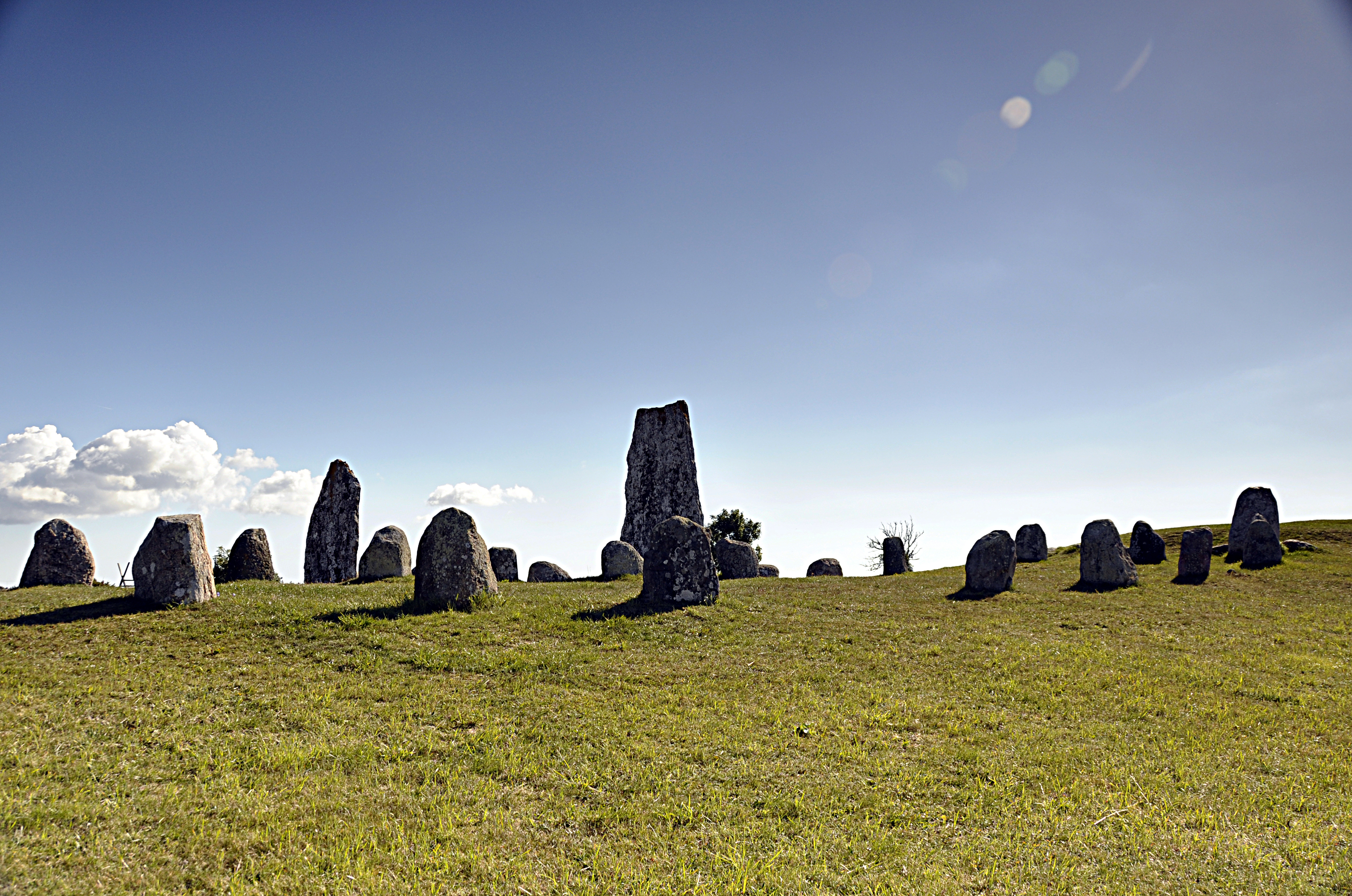
Gräberfeld bei Gettlinge

Das Grabfeld erwähnte bereits der Kulturhistoriker Johannes Haquini Rhezelius († 1666) in seiner 1634 erschienenen Monumenta runica. Er zeichnete die Schiffssetzung in sein Reisetagebuch. Carl von Linné (1707–1778) untersuchte hier im Jahre 1741 ein Grab. Der einheimische Landschaftsschilderer Abraham Ahlqvist (1794–1844) beschrieb den Platz im Jahre 1825. Sein Interesse galt besonders den beiden gut drei Meter hohen Kalksteinplatten in der Nähe von Klinta.
Nördlich des Dorfes Gettlinge beginnt die Reihe von vorzeitlichen Kultstätten. Viele wurden durch Steinbruch oder Schatzsuche zerstört. Auf dem Gräberfeld gab es etwa 250 Gräber. Heute sind noch mehr als 200 erhalten. Die meisten sind typische Hügel der jüngeren Bronze- und Eisenzeit. In ihnen fand man Steinsärge und Körperbestattungen innerhalb quadratischer und runder Steinsetzungen. Seine stärkste Ausprägung erreicht das Feld im nördlichen Teil. Die großen Kalksteinplatten dort hat man wahrscheinlich errichtet, um die Bedeutung des Platzes herauszustellen. Auf einer etwa 30,0 Meter langen Schiffssetzung, die aus 23 dicht stehenden Granitsteinen besteht, finden sich etwa 20 schalenförmige Vertiefungen.
Um das Jahr 1900 wurden in Gettlinge 15 Gräber untersucht. Bei ihnen handelte es sich zumeist um Männergräber in Steinhügeln. Einige enthielten Waffen, die meisten waren jedoch beraubt. Das am besten bewahrte Grab war aus zehn Schichten Kalkstein und einer doppelten Lage Decksteinen erbaut. Der Tote wurde mit seinem Hund, zwei Speeren, einem Schild und Sporen ins Grab gelegt. Diese Art von Gräbern stammt aus dem 1. Jahrhundert n. Chr. Das Grabfeld war von 1000 v. Chr. bis 1050 n. Chr., also über 2000 Jahre lang im Gebrauch.
Nördlich des Gräberfeldes wurde der Stein von Klinta gefunden, der sich heute in Stockholm befindet. Auf der westlichen Inselseite liegen noch mehrere Gräberfelder. Das größte mit etwa 300 Gräbern befindet sich bei Ottenby, ein weiteres großes liegt bei Mysinge.